# 三浦秀文
三浦 秀文（みうら しゅうぶん、1907年4月3日 - 1985年2月23日）は日本の新聞編集者、実業家。元中日新聞社代表取締役社長、共同通信社理事会長。愛知県出身。

## 来歴
1907年（明治40年）、愛知県丹羽郡岩倉町（現在の岩倉市）で三輪陸太郎の三男として出生し、母方の実家を継いで三浦姓となった。1933年（昭和8年）に京都帝国大学法学部を卒業し、新愛知新聞社へ入社する。1942年（昭和17年）に戦時統制で新愛知と競合紙の名古屋新聞が合併して新たに中部日本新聞社が発足し、終戦を経て編集局長に起用された。
常務、専務を経て1964年（昭和39年）に副社長へ至り、翌1965年（昭和40年）に与良ヱ社長の主導で中日新聞社との統合交渉を進めていた東京新聞社の代表取締役副社長を兼務。1967年（昭和42年）に与良が急逝し、後任で第6代社長に起用される。新愛知OBの社長起用は1952年（昭和27年）に第2代社長の杉山虎之助が役員の起こした横領事件の責任を取って辞任して以来、15年ぶりのことであったが中日ドラゴンズのオーナー職には就かず球団取締役に留まり、新オーナーとなった本社取締役の小山武夫との間で職掌の分離を行った。社長在職時には、本社を新愛知新聞社の時代から半世紀以上にわたり使い続けて来た名古屋市中区御幸本町通（現在の丸の内3丁目）の旧本館から三の丸1丁目の現本社ビルへ移転している。その他に中日スタヂアムや中部日本ビルディング等のグループ企業取締役に名を連ねたのを始め、プライベートでは釣りを趣味としており中部日本釣魚連盟会長を歴任した。
1973年（昭和48年）に発生した中日スタヂアム事件の責任を取って会長に退き、専務の加藤巳一郎が後任で社長に昇格した。加藤は新愛知OBながら合併後は名古屋新聞創業家の小山龍三社主に近い立場であり、以降の社長職は大島派と小山派の間での「たすきがけ人事」が継続している。1974年（昭和49年）から1977年（昭和52年）までは、共同通信社の理事会長を務めた。
1985年（昭和60年）2月23日、名古屋市中区の中日病院で心不全のため死去。享年79（満77歳没）。翌1986年（昭和61年）、電通のマスコミ功労者顕彰で三浦の2か月後に逝去した大島一郎前社主と共に新聞人顕彰者として千鳥ヶ淵公園にある「自由の群像」に銘を刻まれた。

## 著書
- 渓流・清流を探ねて つりと人生（青林書院、1955年） NCID BA47345451